# Carlos Beltrán
Carlos Iván Beltrán Beltrán (Manatí, 24 aprile 1977) è un ex giocatore di baseball portoricano che ha giocato nel ruolo di esterno nella Major League Baseball (MLB).

## Carriera
Beltrán debuttò nella MLB nel 1998 con i Kansas City Royals, giocandovi fino al 2004. Nella sua ultima stagione con i Royals vinse il premio di giocatore del mese e fu convocato per la sua prima partecipazione all'All-Star Game, la prima di quattro selezioni consecutive. A metà della stagione 2004 passò a giocare con gli Houston Astros, poi a fine anno firmò come free agent con i New York Mets. In 6 anni e mezzo con i Mets vinse tre Guanti d'oro consecutivi per le sue prestazioni a livello difensivo e due Silver Slugger Award. 
A metà della stagione 2011, Beltrán passò a giocare con i San Francisco Giants, dove concluse l'annata, prima di passare ai St. Louis Cardinals, dove disputò le sue prime World Series. Nel 2014 passò ai New York Yankees dove giocò fino al 2016, anno in cui fu selezionato per il suo nono All-Star Game. Il 1º agosto 2016, gli Yankees scambiarono Beltrán con i Texas Rangers. 
Il 5 dicembre 2016, Beltrán firmò un contratto di un anno per un valore di 16 milioni di dollari per fare ritorno agli Houston Astros. Il 9 ottobre batté il punto della vittoria nel nono inning nel 5-4 che permise al club di eliminare i Boston Red Sox. Dopo avere battuto gli Yankees nelle American League Championship Series Beltrán si qualificò per le seconde World Series della carriera, in cui gli Astros batterono i Los Angeles Dodgers in 7 gare, conquistando il primo titolo in 56 anni di storia. Il 13 novembre 2017 Beltrán annunciò il proprio ritiro dal baseball giocato.
Il 1º novembre 2019 intraprese ufficialmente il suo primo incarico da manager assumendo la guida dei New York Mets. Tuttavia, essendo il suo nome menzionato nei report dello scandalo dei segnali rubati dagli Houston Astros, si separò dalla franchigia newyorchese il successivo 16 gennaio, prima ancora di aver iniziato la stagione.

## Nazionale
Con la nazionale di baseball di Porto Rico, Beltrán ha disputato il World Baseball Classic nel 2006, 2009, 2013 e 2017

## Palmarès

### Club
- World Series: 1

Houston Astros: 2017

### Individuale
- MLB All-Star: 9

2004–2007, 2009, 2011–2013, 2016
- Guanti d'oro: 3

2006–2008
- Silver Slugger Award: 2

2006–2007
- Rookie dell'anno dell'American League (1999)

### Nazionale
- World Baseball Classic:  2 Medaglie d'Argento

Team Porto Rico: 2013, 2017